# Mandevilla urceolata
Mandevilla urceolata är en oleanderväxtart som beskrevs av Markgr.. Mandevilla urceolata ingår i släktet Mandevilla och familjen oleanderväxter. Inga underarter finns listade i Catalogue of Life.